# Eye Haïdara
Eye Haïdara (Boulogne-Billancourt, 7 marzo 1983) è un'attrice francese di origini maliane.

## Biografia
Nata in Francia da genitori originari del Mali, di fede buddhista, Eye Haïdara è tornata nel Mali, a Bamako, dove ha trascorso l'infanzia. Ha iniziato a recitare alle scuole elementari, su consiglio della sua maestra: tornata a Parigi, dopo essersi diplomata al Lycée Racine e laureata all'Università Sorbonne Nouvelle a soli 20 anni, ha frequentato l'Acting International e ha terminato gli studi.

## Carriera
Eye ha esordito nel 2007 con Look at me, diretto da Audrey Estrougo, seguito da Film socialisme del 2008, del Premio Oscar Jean-Luc Godard.

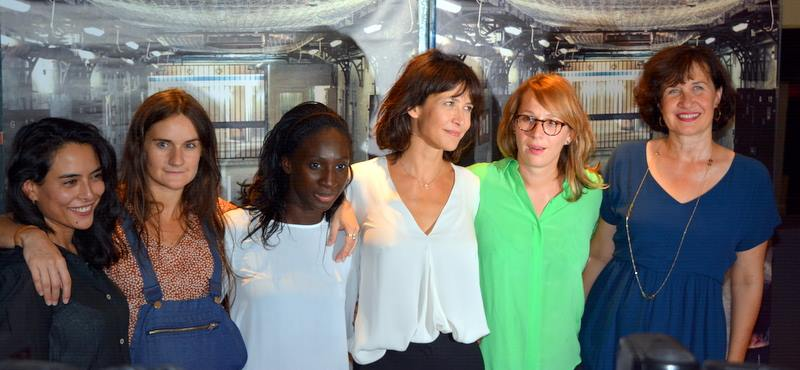
Eye Haïdara alla premiere di La taularde con il cast tutto al femminile e la regista Audrey Estrougo

Dopo essersi dedicata temporaneamente al teatro, nel 2015 è tornata al cinema col film La taularde (Jailbirds), sempre di Audrey Estrougo. Anche a teatro è molto attiva, partecipando a diverse rappresentazioni, come nella pièce teatrale diretta da Tommy Milliot (suo ex compagno d'accademia) Lotissement, vincitrice del premio Impazience e presentato al Festival d'Avignone nel 2016.
Nel 2017 ha recitato nella commedia di enorme successo C'est la vie - Prendila come viene, di Olivier Nakache e Éric Toledano, per cui ha ottenuto una candidatura nel 2018 al premio César per la migliore promessa femminile e al premio Lumière per la migliore promessa femminile

## Vita privata
Eye Haïdara, dopo aver avuto una lunga relazione con l'attore Omar Sy, si è sposata e ha avuto un figlio nato nel 2017.

## Filmografia[6]

### Cinema
- Look at me, regia di Audrey Estrougo (2007)
- Film socialisme, regia di Jean-Luc Godard (2008)
- Jimmy Rivière, regia di Teddy Lussi-Modeste (2011)
- Les Gorilles, regia di Tristan Aurouet (2015)
- C'est la vie - Prendila come viene (Le Sens de la fête), regia di Olivier Nakache e Éric Toledano (2017)
- Una classe per i ribelli, regia di Michel Leclerc (2019)
- Deux moi, regia di Cédric Klapisch (2019)
- Il principe dimenticato (Le Prince oublié), regia di Michel Hazanavicius (2020)
- Bruto VS Cesar, regia di Kheiron e Thierry Lhermitte (2020)
- Kung-Fu Zhora, regia di Mabrouk El Mechri (2021)
- Les Goûts et les Couleurs, regia di Michel Leclerc (2022)
- Bright Women, regia di Julien Rambaldi (2022)
- Hawaii, regia di Melissa Drigeard (2023)
- Le Paradis, regia di Zeno Graton (2023)
- La stanza delle meraviglie (La Chambre des merveilles), regia di Lisa Azuelos (2023)

### Televisione
- Implosion - film TV, regia di Sören Voigt (2011)
- Patriot - serie TV, 18 episodi (2018)
- Papa ou Maman - miniserie TV, 6 episodi (2018)
- Un homme d'honneur - miniserie TV, 6 episodi (2021)
- En Thérapie - serie TV, 2 stagioni (2022)

### Cortometraggi
- Mar Vivo, regia di Cyril Brody (2011)
- Operation Commando, regia di Jan Czarlewski (2016)
- Caramel Surprise, regia di Fairouz M'Silti (2016)

## Riconoscimenti
- Premio César
  - 2018 - Migliore promessa femminile per C'est la vie - Prendila come viene
- Premio Lumière
  - 2018 - Miglior attrice per C'est la vie - Prendila come viene